# العلاقات البرتغالية الكيريباتية
العلاقات البرتغالية الكيريباتية هي العلاقات الثنائية التي تجمع بين البرتغال وكيريباتي.

## مقارنة بين البلدين
هذه مقارنة عامة ومرجعية للدولتين:
| وجه المقارنة                                              | البرتغال                                                  | كيريباتي                        |
| --------------------------------------------------------- | --------------------------------------------------------- | ------------------------------- |
| المساحة (كم2)                                             | 92.21 ألف                                                 | 811                             |
| عدد السكان (نسمة)                                         | 10.60 مليون                                               | 116.40 ألف                      |
| الكثافة السكانية (ن./كم²)                                 | 114.95                                                    | 14.35 ألف                       |
| العاصمة                                                   | لشبونة                                                    | جنوب تاراوا                     |
| اللغة الرسمية                                             | اللغة البرتغالية، اللغة الميراندية                        | لغة إنجليزية، اللغة الكيريباتية |
| العملة                                                    | يورو، اسكودو برتغالي                                      | دولار كريباتي، دولار أسترالي    |
| الناتج المحلي الإجمالي (بليون دولار)                      | 217.57 مليار                                              | 196.15 مليون                    |
| الناتج المحلي الإجمالي (تعادل القوة الشرائية) بليون دولار | 307.82 مليار                                              | 224.26 مليون                    |
| الناتج المحلي الإجمالي الاسمي للفرد دولار أمريكي          | 19.22 ألف                                                 | 1.42 ألف                        |
| الناتج المحلي الإجمالي للفرد دولار أمريكي                 | 28.76 ألف                                                 | 1.81 ألف                        |
| مؤشر التنمية البشرية                                      | 0.830                                                     | 0.590                           |
| رمز المكالمات الدولي                                      | +351                                                      | +686                            |
| رمز الإنترنت                                              | .pt                                                       | .ki                             |
| المنطقة الزمنية                                           | توقيت غرب أوروبا، توقيت غرب أوروبا الصيفي، أوروبا/لشبونة ‏ |                                 |

## منظمات دولية مشتركة
يشترك البلدان في عضوية مجموعة من المنظمات الدولية، منها:
| علم المنظمة | اسم المنظمة                   | تاريخ انضمام البرتغال | تاريخ انضمام كيريباتي |
| ----------- | ----------------------------- | --------------------- | --------------------- |
|             | بنك التنمية الآسيوي           | 2002                  | 1974                  |
|             | مؤسسة التنمية الدولية         | 29 ديسمبر 1992        | 2 أكتوبر 1986         |
|             | يونسكو                        | 11 مارس 1965          | 24 أكتوبر 1989        |
|             | الأمم المتحدة                 | 14 ديسمبر 1955        | 14 سبتمبر 1999        |
|             | الاتحاد البريدي العالمي       | ?                     | ?                     |
|             | البنك الدولي للإنشاء والتعمير | 29 مارس 1961          | 29 سبتمبر 1986        |
|             | الاتحاد الدولي للاتصالات      | 1866                  | 3 نوفمبر 1986         |
|             | منظمة حظر الأسلحة الكيميائية  | ?                     | ?                     |
|             | مؤسسة التمويل الدولية         | 8 يوليو 1966          | 2 أكتوبر 1986         |

## وصلات خارجية
- موقع وزارة الخارجية البرتغالية